# Apostolisch Paleis

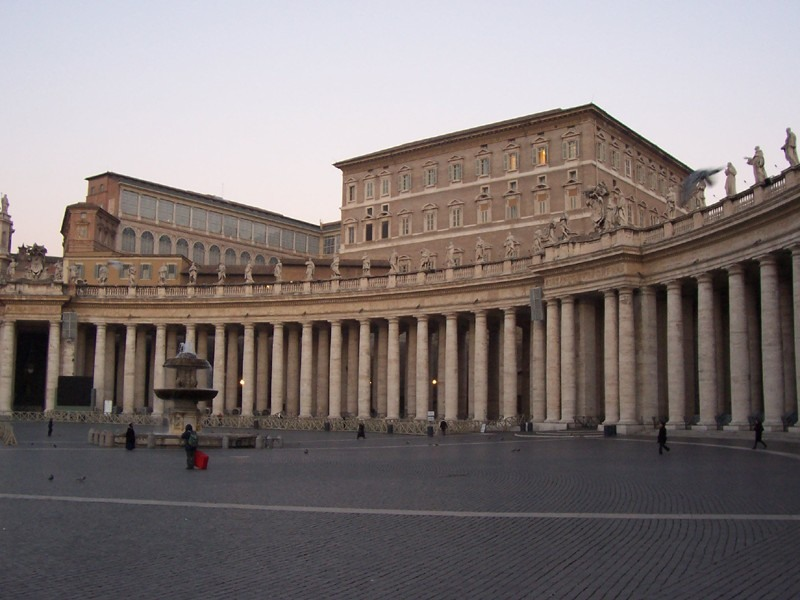
Het Apostolisch Paleis gezien vanaf het Sint-Pietersplein, met links de loggia's rondom de Cortile di San Damaso

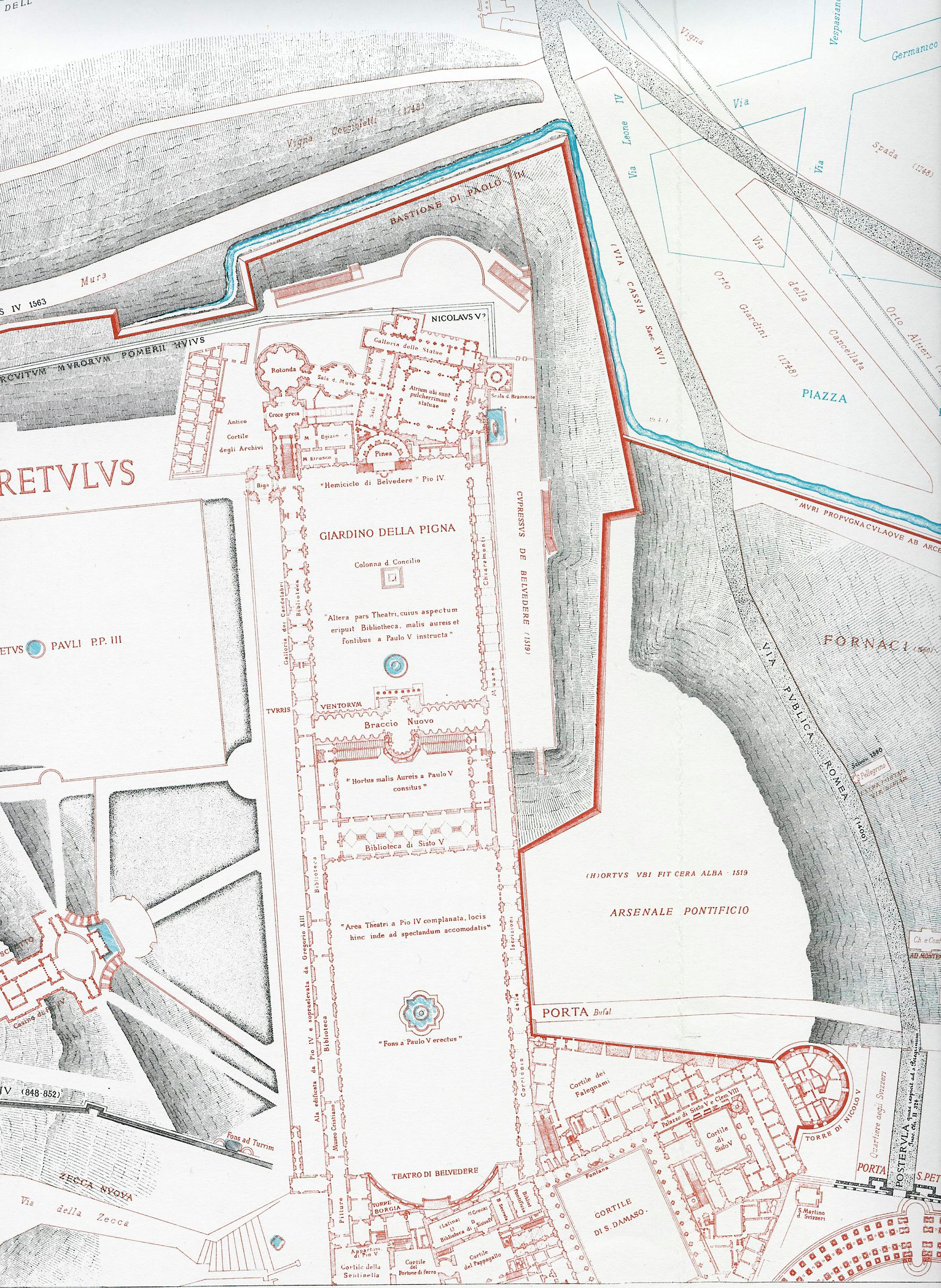
Plattegrond van de Vaticaanse paleizen (rond 1900)

Het Apostolisch Paleis (Italiaans: Palazzo Apostolico), ook wel Pauselijk Paleis of Heilig Paleis, is het officiële woon- en werkpaleis van de paus in Vaticaanstad. Het maakt deel uit van de Vaticaanse paleizen, die met zo'n 1.400 zalen en kamers en een oppervlakte van 55.000 m² tot de grootste gebouwencomplexen ter wereld behoren.
De Vaticaanse paleizen bevinden zich op een heuvel ten noorden van de Sint-Pietersbasiliek en het Sint-Pietersplein en omvatten onder meer het middeleeuwse Apostolisch Paleis, de kantoren van het Staatssecretariaat, de Sixtijnse Kapel, de Biblioteca Apostolica Vaticana, het Vaticaans Archief en grote delen van de Vaticaanse Musea.
Voor het ontwerp, de bouw en de inrichting van deze paleizen werden eeuwenlang de beste kunstenaars van hun tijd ingeschakeld, zoals Fra Angelico, Michelangelo, Rafaël en Bernini. Als onderdeel van Vaticaanstad zijn de apostolische paleizen dan ook door de UNESCO uitgeroepen tot werelderfgoed. Zie ook: Werelderfgoedlijst.

## Algemeen
Voor zover de gebouwen en vertrekken niet tot de Vaticaanse Musea gerekend worden, behoren ze formeel tot het Apostolisch Paleis zoals dat door de paus gebruikt wordt voor religieuze en ceremoniële doeleinden. Als het Apostolisch Paleis in engere zin geldt het gebouw waar zich sinds 1589 het privé-appartement van de paus bevindt.
Het Apostolisch Paleis heeft als bijzonderheid dat het hele gebouw heilige, gewijde grond is. Hierdoor mogen overal sacramenten worden toegediend en zo werden bijvoorbeeld sommige liturgische plechtigheden, zoals bisschopswijdingen, niet alleen in de kapellen, maar ook in verschillende zalen uitgevoerd.
Wanneer de paus gedurende de maanden juli en augustus in zijn zomerresidentie te Castel Gandolfo verblijft, heeft ook dat gebouw de status van Apostolisch Paleis.
Tot aan de val van de Kerkelijke Staat in 1870 fungeerde het in 1583 gebouwde Palazzo del Quirinale als de pauselijke zomerresidentie. Hoewel gelegen in het centrum van Rome, was het hier, op een begroeide heuvel, toch aangenamer dan in het Vaticaan. Sommige pausen, zoals paus Benedictus XIV (1740-1758), resideerden hier gedurende hun gehele pontificaat. Sinds 1929 is het pauselijk zomerverblijf in Castel Gandolfo.

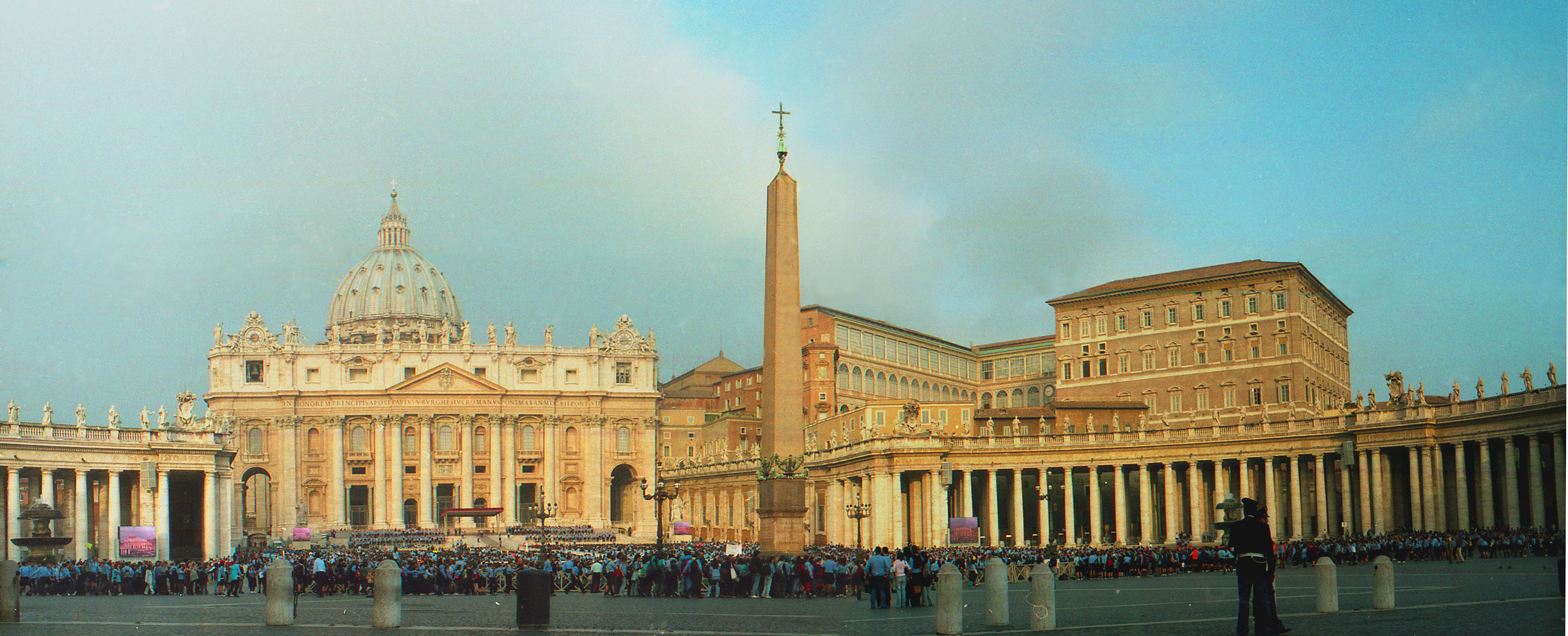
Links van de Vaticaanse Obelisk de Sint-Pietersbasiliek en rechts daarvan, boven de colonnades van Bernini, het Apostolisch Paleis

## Bouwgeschiedenis
Beknopt chronologisch overzicht van de verschillende onderdelen van de Vaticaanse paleizen:
- 1277: Paus Nicolaas III laat naast de oude Sint-Pietersbasiliek een kasteel van twee verdiepingen bouwen.
- 1378: Paus Urbanus VI vestigt zich na zijn terugkeer uit Avignon definitief in het paleis naast de Sint-Pieter.
- Ca 1450: Paus Nicolaas V restaureert het middeleeuwse paleis en laat de Cappella Niccolina door Fra Angelico decoreren.
- 1475-1481: Paus Sixtus IV laat de Sixtijnse Kapel bouwen.
- 1484-1487: Paus Innocentius VIII breidt het pauselijk paleis in oostelijke richting uit en laat de Villa Belvedere bouwen.
- 1492: Paus Alexander VI laat een nieuwe vleugel met de Torre Borgia bouwen en op de eerste verdieping het Appartamento Borgia door Pinturicchio decoreren.
- 1506: Paus Julius II laat in het middeleeuwse paleis de Stanze di Raffaello door Rafaël en de Sixtijnse Kapel door Michelangelo decoreren. Tevens laat hij de villa Belvedere door Bramante middels zijvleugels verbinden met het Apostolisch Paleis.
- 1512-1519: Paus Leo X laat aan de oostkant van het Apostolisch Paleis de loggia's van Bramante en Rafaël bouwen.
- 1538-1573: Paus Paulus III laat Antonio Sangallo de Jongere de Sala Regia en Capella Paolina ontwerpen.
- 1561-1565: Paus Pius IV laat Pirro Ligorio het noordelijke uiteinde van het Belvederehof voltooien met een reusachtige nis en laat een tweede vleugel haaks op de loggia's van Bramante en Rafaël bouwen.
- 1574-1577: Paus Gregorius XIII laat achter de nieuwe loggia's een vleugel bouwen met de Capella Matilda en de Sala Bologna en van 1578-1580 de 120 meter lange Kaartengalerij op de westelijke zijvleugel van de Belvederehof.
- 1586-1589: Paus Sixtus V laat Domenico Fontana het nieuwe Apostolische Paleis en een nieuwe vleugel voor de Vaticaanse Bibliotheek in de Belvederehof bouwen.
- 1656-1667: Paus Alexander VII laat Bernini de Scala Regia bouwen als nieuwe toegang tot de Vaticaanse paleizen vanaf het Sint-Pietersplein.
- 1860: Paus Pius IX laat de Scala Pio IX bouwen, die vanaf de Bronzen Poort direct uitkomt op het Cortile di San Damaso.
- 1903: Paus Pius X verplaatst het pauselijk appartement van de eerste naar de derde verdieping van het nieuwe Apostolisch Paleis.
- 1964: Paus Paulus VI laat de inrichting van het nieuwe Apostolisch Paleis sterk versoberen.
- 1996-1999: Paus Johannes Paulus II laat de in 1987 tot Redemptoris Mater-kapel omgedoopte Capella Matilde geheel nieuw decoreren.
- 2009: Paus Benedictus XVI heropent de gerestaureerde Capella Paolina.

## Het middeleeuwse paleis
Het oudste gedeelte van de Vaticaanse paleizen is het middeleeuwse paleis, dat onder paus Nicolaas III (1277-1280) naast de oude Sint-Pietersbasiliek werd gebouwd. Het bestond uit een vierkant gebouw met twee verdiepingen rond een binnenplaats, de Cortile di Pappagalli.
Dit kasteelachtige gebouw was echter nog niet de pauselijke hoofdresidentie. Sinds het begin van de 4e eeuw resideerden de pausen namelijk, als bisschop van Rome, in een oorspronkelijk Romeins paleis naast de kathedraal van Sint-Jan van Lateranen.
Nadat paus Gregorius XI in 1377 was teruggekeerd uit de zogeheten Babylonische ballingschap der pausen in Avignon, vestigde zijn opvolger, paus Urbanus VI, zich definitief in het Vaticaanse paleis naast de Sint-Pietersbasiliek. Dit symboliseert tevens dat het pausschap zich voortaan op de gehele wereld richt, nadat het bisdom Rome, gesymboliseerd door het Lateraanse paleis naast de kathedraal, veiliggesteld was.
Voor de veiligheid liet Nicolaas III al in 1277 de Passetto (doorgang) bouwen, een nog altijd bestaande muur tussen het Vaticaanse paleis en de Engelenburcht (Castel Sant Angelo) aan de Tiber. Hierover kon de paus bij gevaar vluchten en zich in de burcht verschansen, zoals paus Clemens VII nog deed bij de Plundering van Rome in 1527.
Rond 1450 liet paus Nicolaas V ter verdediging van het Apostolisch Paleis op een vooruitgeschoven positie richting de stad een zwaar rond bastion bouwen, dat naar hem de Torrione di Niccolò V heet. In de 16e eeuw zou paus Sixtus V direct achter dit bastion het nieuwe Apostolische Paleis bouwen. Tegenwoordig bevinden zich in dit bastion de kantoren van het Instituut voor Religieuze Werken, beter bekend als de Vaticaanse Bank.

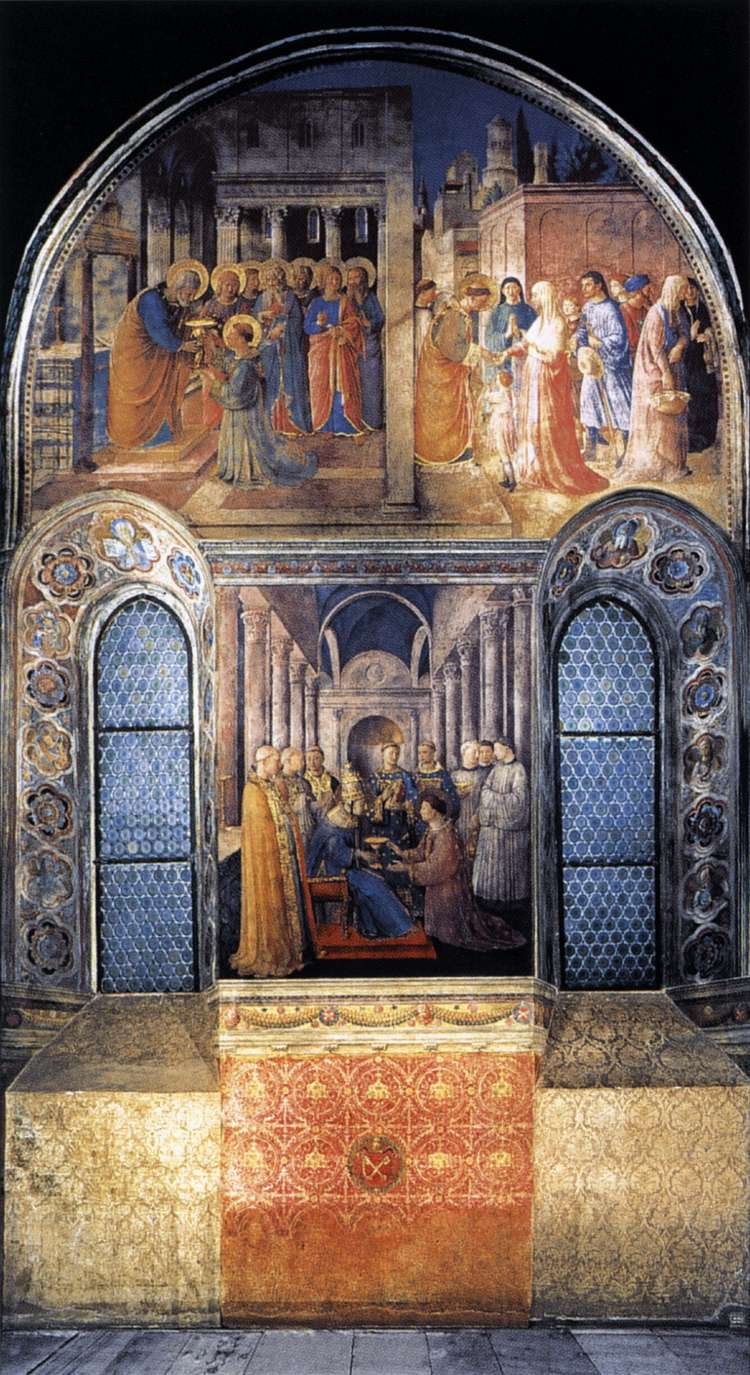
Wandschildering door Fra Angelico in de Capella Niccolina van het middeleeuwse paleis

In 1475 richtte paus Sixtus IV de Vaticaanse Bibliotheek (Biblioteca Apostolica Vaticana) op, en bracht deze onder in 4 zalen op de begane grond van het middeleeuwse paleisgebouw. Deze waren tot dan toe in gebruik geweest als wijnkelder en graanopslag. Vanaf de ingang aan de westkant waren in de zalen de volgende collecties ondergebracht:
- de Latijnse Bibliotheek
- de Griekse Bibliotheek
- de Geheime Bibliotheek (voor de meest waardevolle geschriften)
- de Pauselijke Bibliotheek

Al deze zalen werden van rijke wand- en gewelfschilderingen voorzien en kregen kasten en lezenaars die ontworpen waren door Giovanni di Dolce, die tezelfdertijd de Sixtijnse Kapel bouwde. De zalen zouden echter te vochtig blijken en als gevolg van de uitvinding van de boekdrukkunst ook te klein om de snel groeiende collectie te kunnen herbergen. In 1587 werd de bibliotheek daarom verplaatst naar de nieuwe bibliotheekvleugel in de Belvederehof.

### Cappella Niccolina
Het middeleeuwse pauselijke paleis werd rond 1450 door paus Nicolaas V gerestaureerd en deels herbouwd. Daarbij liet hij onder meer in 1448 de kleine pauselijke privékapel door Fra Angelico decoreren. Deze kapel van 6,6 bij 4 meter, die naar zijn opdrachtgever Cappella Niccolina genoemd wordt, is de enige nog bewaard gebleven kapel met fresco's van Fra Angelico. Tegenwoordig is de kapel niet meer als dusdanig in gebruik.

### De Sixtijnse Kapel

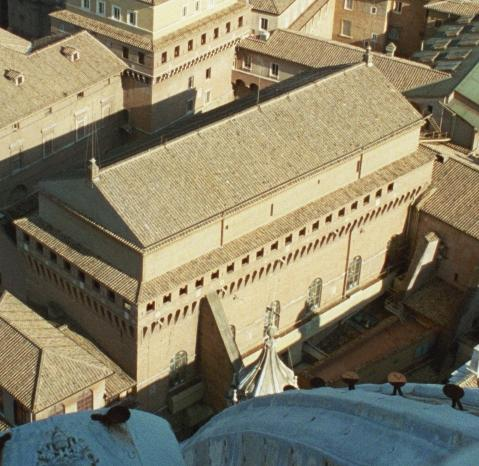
De Sixtijnse Kapel gezien vanaf de koepel van de Sint-Pietersbasiliek, met bovenaan de Torre Borgia en het middeleeuwse pauselijke paleis

Naast de kleine Cappella Niccolina was er, zeker sinds 1368, ook nog de Grote Kapel (Cappella Maggiore of Cappella Magna). Dit was een van verdedigingswerken voorziene middeleeuwse zaal, die gebruikt werd voor grotere bijeenkomsten van het pauselijk hof.
In 1475 gaf paus Sixtus IV opdracht tot het bouwen van een nieuwe kapel, die naar hem de Sixtijnse Kapel genoemd wordt. Ook deze kapel werd weer voorzien van verdedigingswerken, ter mogelijke afweer van het Florence van de Medici's en de Ottomanen. De kapel werd gebouwd door Giovanni di Dolce en kreeg de afmetingen van de Tempel van Salomo: 40,23 meter lang, 13,41 meter breed en 20,7 meter hoog. Op 15 augustus 1483 werd de kapel ingewijd door Sixtus IV en toegewijd aan de Maria-Tenhemelopneming.
In opdracht van Sixtus IV werd het interieur vanaf 1481 beschilderd door Botticelli, Ghirlandaio, Cosimo Rosselli en Signorelli uit Florence en door Perugino en Pinturicchio uit Umbrië. De schilderingen werden voltooid door zijn neef en latere opvolger paus Julius II. Deze gaf Michelangelo opdracht het plafond te beschilderen, waar deze van 1508 tot 1512 mee bezig was. In opdracht van paus Paulus III zou Michelangelo ten slotte tussen 1536 en 1541 zijn wereldberoemde fresco Het laatste oordeel op de wand achter het altaar schilderen.
De Sixtijnse Kapel fungeerde als de pauselijke hofkapel, waarin de meeste liturgische plechtigheden plaatsvonden, slechts de hoogfeesten werden in de Sint-Pieter gevierd. De vieringen in de Sixtijnse Kapel werden opgeluisterd door het Koor van de Sixtijnse kapel, waarvoor zich aan de noordwand van de kapel een balkon bevindt.
Ook het conclaaf om een nieuwe paus te kiezen vindt sindsdien in de Sixtijnse Kapel plaats. Het linker deurtje in de westwand van de kapel leidt naar de pauselijke sacristie, die ook wel de Kamer der Tranen (=Stanza delle lacrime) genoemd wordt. Het is de ruimte waar een nieuwgekozen paus zijn nieuwe witte gewaad aangemeten krijgt. Achter deze sacristie bevindt zich een trap waarmee de pausen onopvallend de Sint-Pieter konden bereiken. Tegenwoordig is de Sixtijnse Kapel te bezichtigen wanneer er geen vieringen of conclaven plaatsvinden.

### Appartamento Borgia

Detail van het fresco Verrijzenis met paus Alexander VI in het Appartamento Borgia

In 1492 liet paus Alexander VI het paleis in westelijke richting uitbreiden met een zijvleugel en de naar zijn familie genoemde Torre Borgia. Op de eerste verdieping van deze nieuwe toren en van de noordelijke vleugel van het oude paleis liet hij nieuwe representatieve woonruimtes inrichten, het Appartamento Borgia. Deze liet hij door Pinturicchio met fresco's decoreren. Als voorkamer van het appartement fungeerde de Sala dei Chiasroscuri en in de naastgelegen Sala dei Paramenti werd de paus bekleed met de liturgische paramenten alvorens naar de Sixtijnse Kapel of de Sint-Pietersbasiliek te gaan. Het Appartamento Borgia telt de volgende zes zalen:
- Kamer van de Sibillen
- Kamer van het Credo
- Kamer van de Vrije Kunsten
- Kamer van de Heiligen
- Kamer van de Geloofsgeheimen
- Kamer van de Pausen

Omdat het appartement zo nauw verbonden was met de in ongenade gevallen familie Borgia, werd het na de dood van Alexander VI in 1503 verlaten. Pas in 1889 liet paus Leo XIII de zalen restaureren en openstellen voor het publiek. In de meeste zalen worden tegenwoordig objecten tentoongesteld uit de Vaticaanse Collectie van Moderne Religieuze Kunst, een onderdeel van de Vaticaanse Musea dat in 1973 door paus Paulus VI werd geopend.

### Stanze di Raffaello

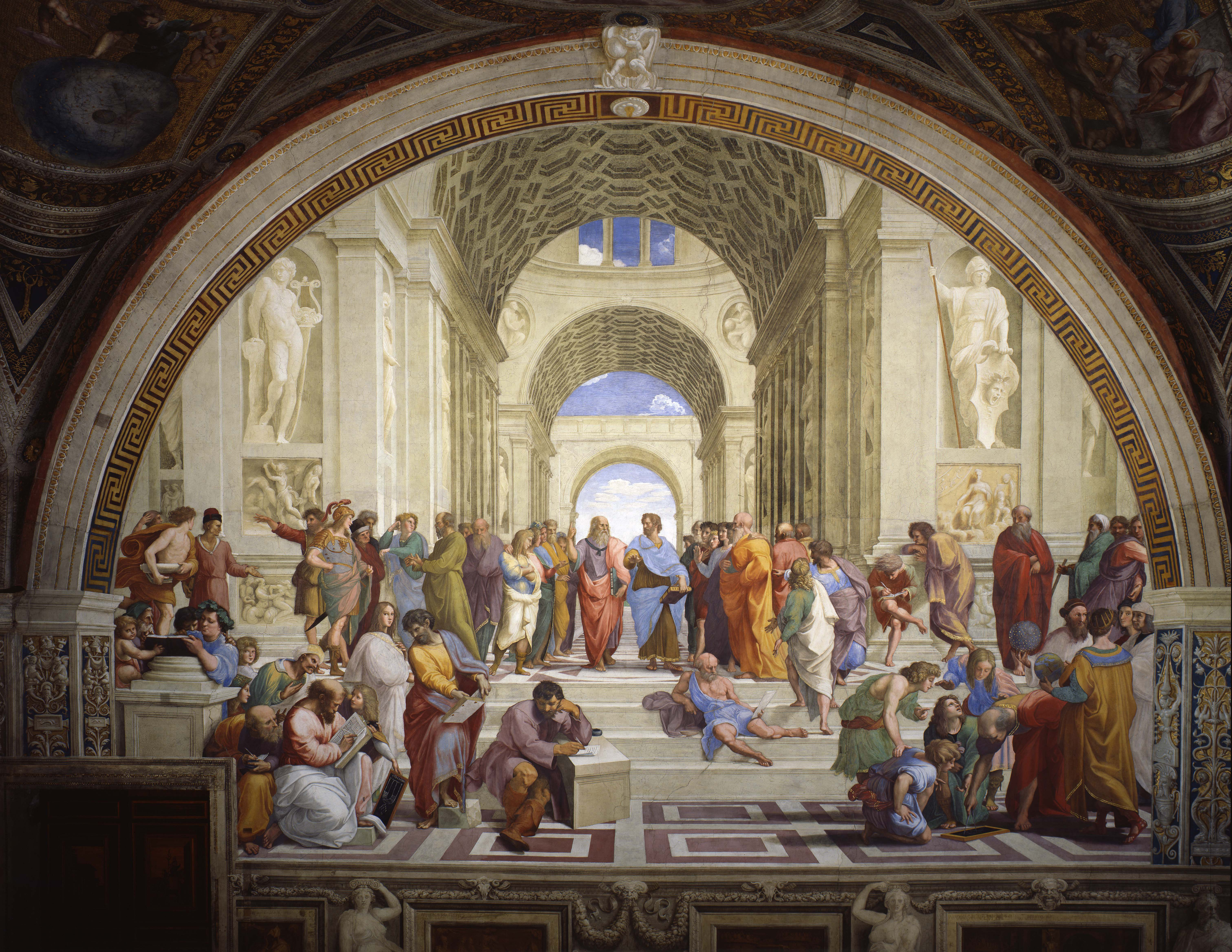
Het fresco De School van Athene in de Stanza della Segnatura

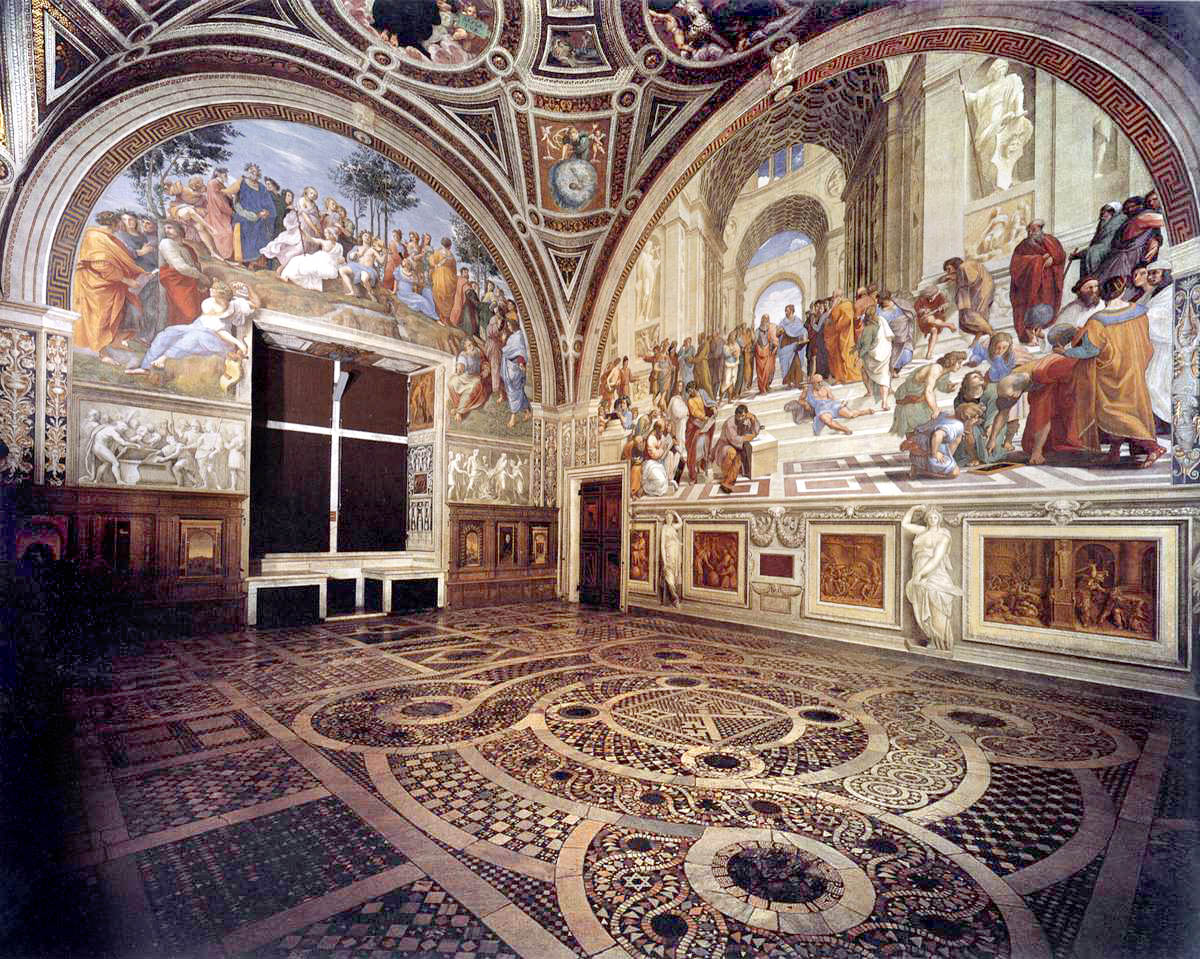
De Stanza della Segnatura, onderdeel van de Stanze di Raffaello

De opvolger van Alexander VI, paus Julius II, legde in 1506 de eerste steen voor de nieuwe Sint-Pietersbasiliek, en liet in het middeleeuwse pauselijke paleis een nieuw appartement inrichten, de Kamers van Rafaël, oftewel de Stanze di Raffaello. Deze zijn genoemd naar Rafaël, die in de jaren 1508-1524 de fresco's schilderde.
Dit appartement ligt op de tweede verdieping, direct boven de oostelijke zalen van de Appartamento Borgia en kijkt uit over het Belvederehof. Als voorkamer of antichambre van het pauselijk appartement fungeerde de Sala dei Palafrenieri, die onder meer gebruikt werd voor de vergaderingen van de pauselijke hofraad, het consistorie. Vanuit deze ruimte komt men achtereenvolgens in de volgende vier zalen van de Stanze di Raffaello:
- Sala di Costantino (de grootste zaal waar de paus officiële ontvangsten hield)
- Stanza di Eliodoro (de zaal waar de paus privé-audiënties hield)
- Stanza della Segnatura (deze zaal is genoemd naar de rechtspraak die de paus hier uitoefende (Segnatura Gratiae et Iustitiae). Tevens deed de zaal dienst als studeerkamer en bevond zich hier de pauselijke bibliotheek)
- Stanza dell’incendio del Borgo (deze zaal werd onder Julius II eveneens voor rechtspraak gebruikt en door paus Leo X als eetkamer)

Na Julius II woonden ook zijn opvolgers in de Stanze di Raffaello, totdat in 1589 het nieuwe paleis van paus Sixtus V gereedkwam. De zalen van de Stanze di Raffaello zijn tegenwoordig te bezichtigen als onderdeel van de Vaticaanse Musea.

## Rondom de Cortile di San Damaso
Als verbinding tussen het middeleeuwse paleis, de kantoren van het staatssecretariaat en het nieuwe apostolische paleis fungeren de loggia's rondom de Cortile di San Damaso, genoemd naar paus Damasus I. Deze binnenplaats fungeert als de cour d'honneur van het Apostolisch Paleis, waar de belangrijkste gasten een ceremoniële ontvangst krijgen en jaarlijks op 6 mei de eedaflegging van nieuwe leden van de Zwitserse Garde plaatsvindt.

### De loggia's
Paus Leo X liet aan de oostzijde van het middeleeuwse paleis van 1512-1519 langs alle drie de verdiepingen loggia's bouwen, waardoor het paleis een meer open en representatieve uitstraling kreeg. Op de eerste verdieping bevindt zich de loggia van Bramante, erboven de loggia van Rafaël. Vóór deze loggia's werd een hortus secretus aangelegd.

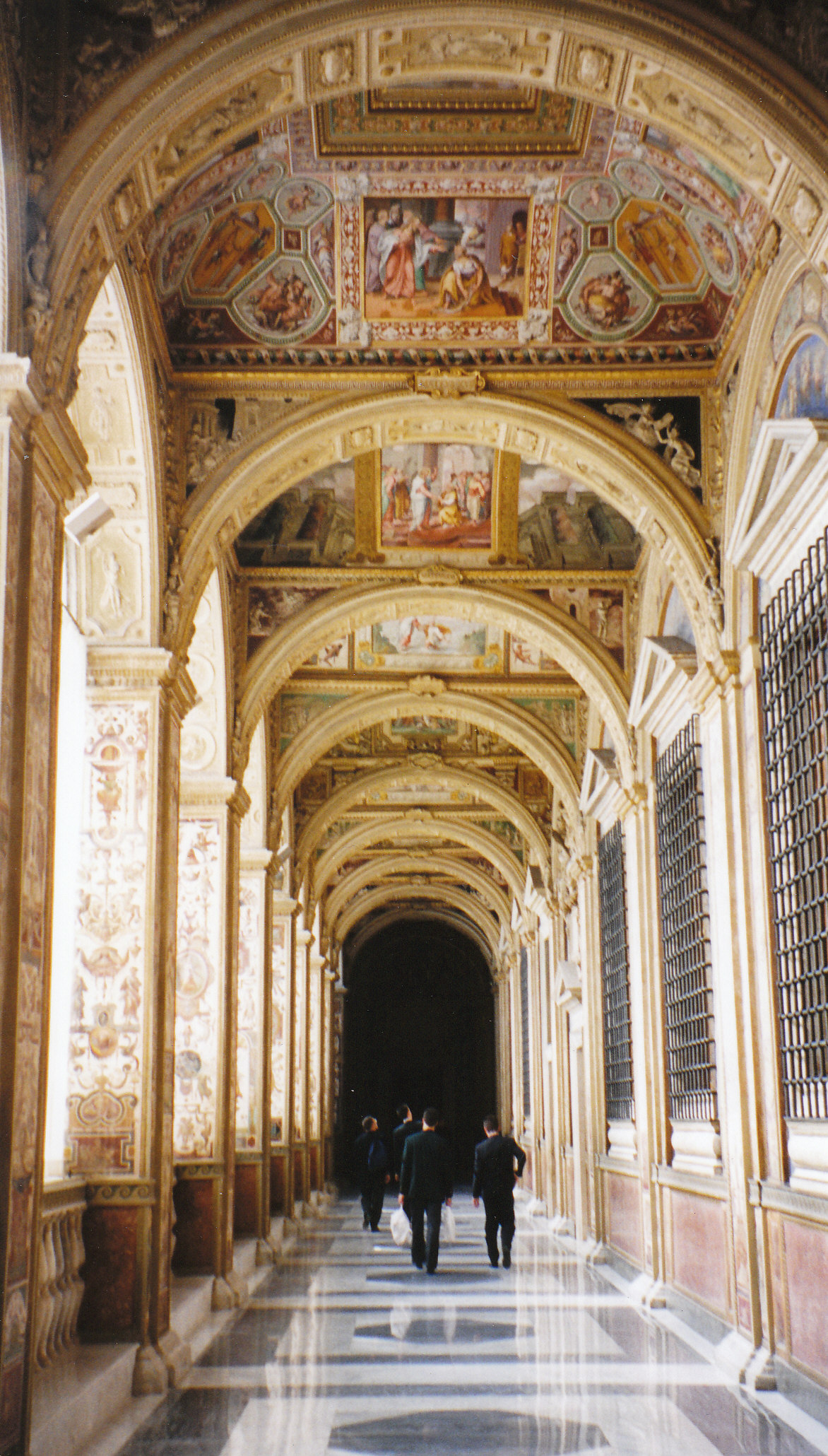
De loggia aan de noordzijde op de tweede verdieping

Door het overlijden van Bramante in 1514 waren de loggia's niet voltooid. Onder paus Pius VI werd toen in de jaren 1562-1565 door Pirro Ligorio haaks op de loggia's langs het oude paleis een tweede vleugel met loggia's gebouwd. Achter deze nieuwe loggia's liet paus Gregorius XIII van 1574-1577 een nieuwe vleugel bouwen, die naar hem ook wel het Paleis van Gregorius XIII wordt genoemd. Op derde verdieping van deze vleugel bevindt zich, recht boven de Redemptoris Mater-kapel, de Sala Bologna, waar vroeger tijdens de sede vacante de vergaderingen van het College van Kardinalen plaatsvonden. Wegens het toegenomen aantal kardinalen komen zij tegenwoordig bijeen in de synodezaal van de grote aula, die onder paus Paulus VI door Pier Luigi Nervi werd ontworpen en in 1971 werd geopend.

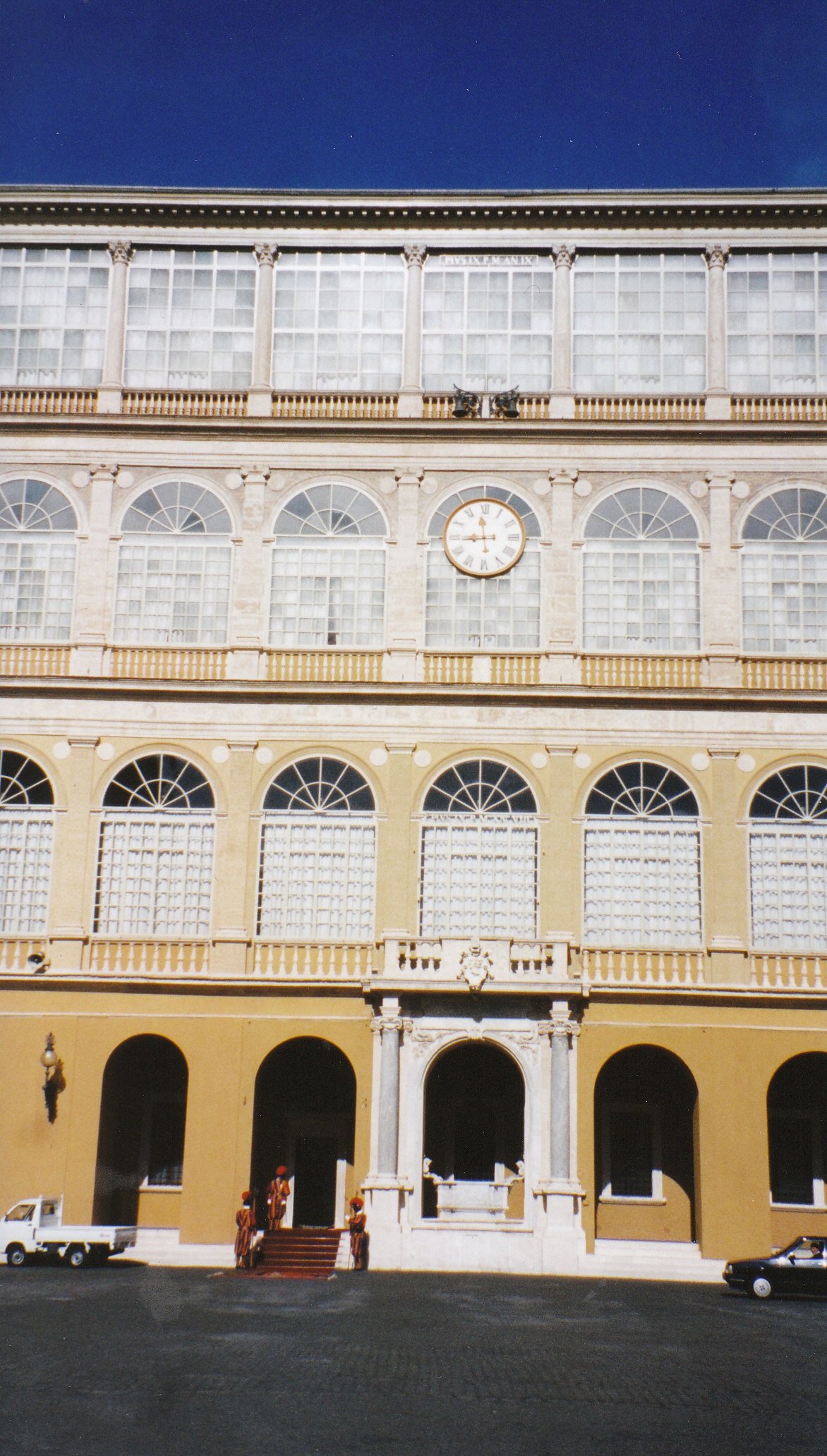
De loggia's aan de noordzijde gezien vanaf de Cortile di San Damaso

Ook het nieuwe Apostolische paleis van 1586 kreeg een gevel met drie verdiepingen hoge loggia's, waardoor de vroegere pauselijke lusthof een aan drie zijden omsloten binnenplaats werd, de Cortile di San Damaso. De oorspronkelijk open loggia's werden ten slotte in 1813 voorzien van glazen vensters om de beschilderingen tegen weersinvloeden te beschermen.
Vroeger ging de paus bij plechtige gelegenheden vanuit zijn appartement in het nieuwe paleis via de loggia's in processie naar de Sala dei Paramenti in het middeleeuwse paleis, om vandaaruit door te lopen naar de Sixtijnse Kapel, of in de aansluitende Sala Ducale plaats te nemen in de Sedia Gestatoria om naar de Sint-Pietersbasiliek gedragen te worden. Tegenwoordig worden belangrijke bezoekers via de loggia's naar de ontvangstzalen in het nieuwe apostolisch paleis geleid. De loggia's zijn niet voor publiek toegankelijk.
Om de Cortile di San Damaso beter bereikbaar te maken, liet paus Pius IX in 1860 een grote trap, de Scala Pio IX, bouwen. Deze leidt vlak achter de Bronzen Poort aan het Sint-Pietersplein omhoog naar de Cortile di San Damaso, waardoor niet meer de lange omweg via de Scala Regia, de Sala Regia, het oude Apostolische Paleis en de loggia's genomen hoeft te worden.

### Redemptoris Mater-kapel
Op de tweede verdieping bevindt zich achter de noordelijke loggia de kapel van de Moeder van de Verlosser, oftewel de Redemptoris Mater-kapel. Dit was vroeger de Cappella Matilde, maar kreeg zijn huidige naam in het Maria-jaar 1987-'88, dat gevierd werd in samenwerking met de oosters-katholieke kerken. De ontmoeting tussen de westerse en de oosterse kerk werd vervolgens het thema van de moderne mozaïeken van de Jezuïetenpater Marko Ivan Rupnik, waarin de kapel vanaf 1996 geheel opnieuw gedecoreerd werd.
Deze renovatie en decoratie was het geschenk van het College van Kardinalen ter gelegenheid van het 50-jarig priesterjubileum van paus Johannes Paulus II. De voltooide kapel werd door Johannes Paulus II opnieuw ingewijd op 14 november 1999.
In de Redemptoris Mater-kapel worden jaarlijks tijdens de vastentijd de traditionele spirituele overwegingen voor de leden van de Romeinse Curie gehouden door de Predikant van het Pauselijk Huis.

## Belvedere en Belvederevleugels
Om de hete zomers wat comfortabeler door te kunnen brengen liet paus Innocentius VIII in de jaren 1484-1487 de Villa Belvedere bouwen op een heuveltop zo'n 700 meter noordelijk van het middeleeuwse Apostolisch Paleis. Daar kon de wind voor wat verkoeling zorgen en was er een prachtig uitzicht over de stad Rome. De Belvedere was de eerste villa die sinds de Oudheid gebouwd werd. Als toegang fungeerde de Trap van Bramante: een grote ronde wenteltrap in een vierkante toren tegen de oostgevel van de villa, die ook te paard beklommen kon worden.
Rond 1506 verplaatste paus Julius II zijn collectie Romeinse beeldhouwwerken, waaronder de Laocoöngroep, de Apollo Belvedere en de Belvederetorso, naar de binnenhof van de Villa Belvedere. Hoewel deze beelden alleen nog te bezichtigen waren door een zeer select gezelschap, wordt dit toch gezien als het begin van de latere Vaticaanse Musea. Zijn huidige achthoekige vorm kreeg de binnenhof van de Belvedere in 1773.

### Belvederehof

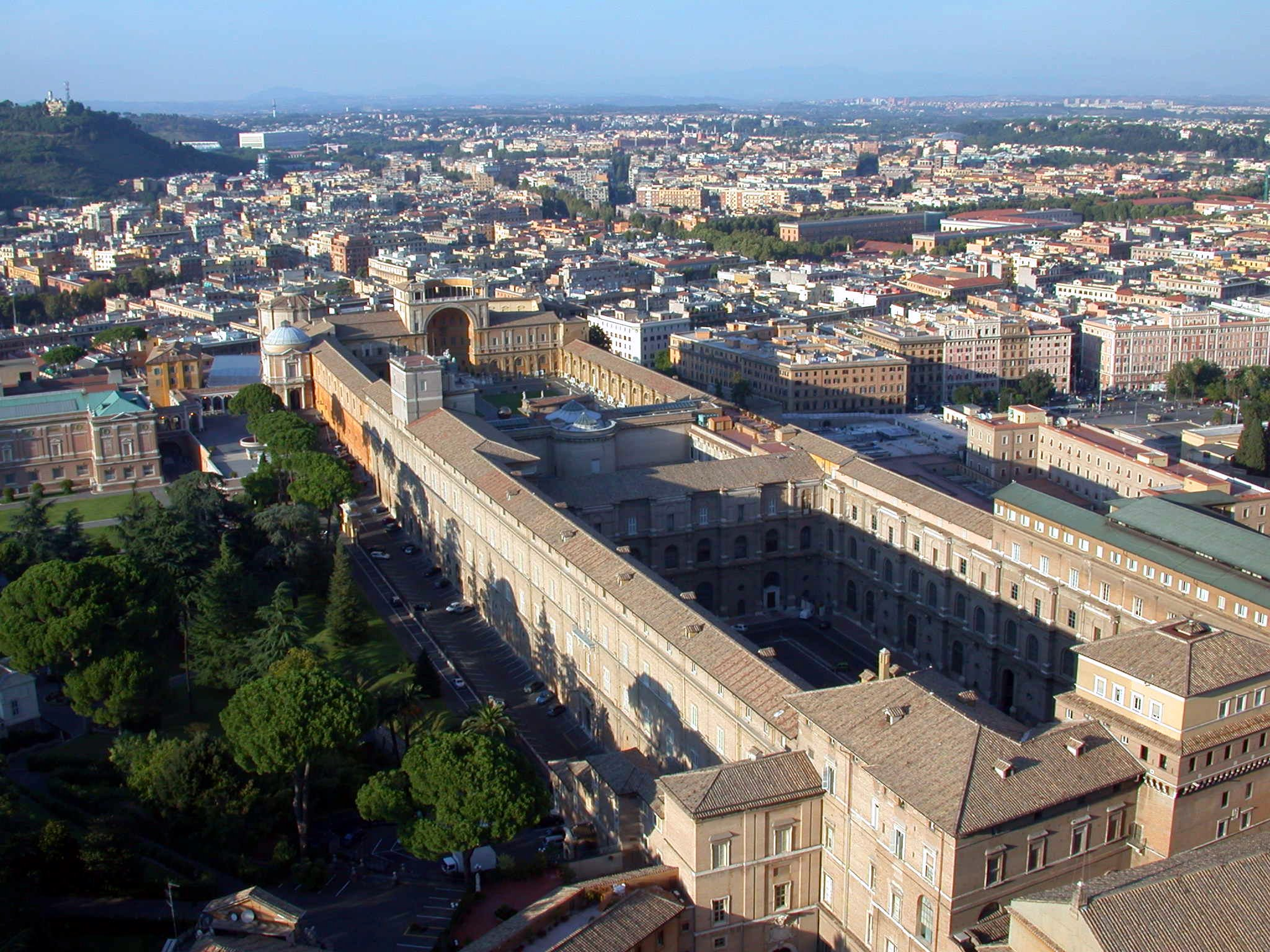
De 16e-eeuwse vleugels van de Belvédère met aan het uiteinde de Nicchione (tegenwoordig onderdeel van de Vaticaanse Musea)

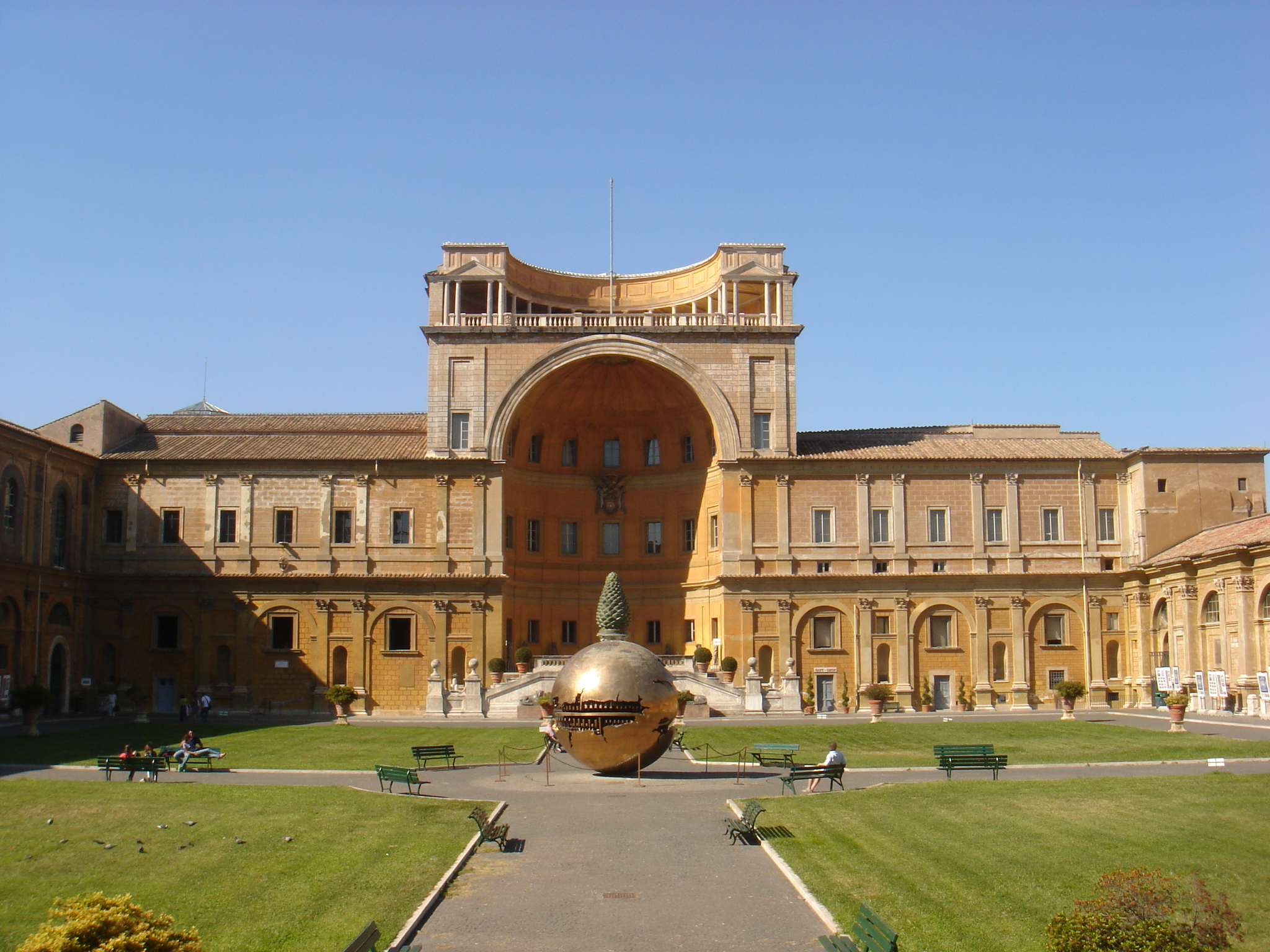
De Cortile della Pigna met de Nicchione, de Pigna en de moderne bolsculptuur van Arnaldo Pomodoro

Julius II gaf tevens Bramante de opdracht om de Belvederevilla met het Apostolisch Paleis te verbinden. Hiertoe werd de heuvel geëgaliseerd en werden trapsgewijs drie terrassen aangelegd, verbonden door grote trappartijen. Deze terrassen werden aan weerszijden omsloten door smalle vleugels die onderaan aan de paleiskant drie verdiepingen en bovenaan aan de Belvederekant één verdieping hoog waren. In deze zijvleugels bevinden zich tegenwoordig de Vaticaanse Bibliotheek en delen van de Vaticaanse Musea.
Door de bouw van de zijvleugels ontstond een enorm binnenhof, de Cortile del Belvedere, toentertijd het grootste in Europa. In het binnenhof vonden feesten en toernooien plaats, die de paus vanuit zijn appartement op de tweede verdieping van het oude paleis kon gadeslaan. Paus Leo X vestigde in het benedenhof van de Belvedere een menagerie. Daar was onder meer zijn geliefde olifant Hanno te bekijken, die na zijn dood ook in de Cortile del Belvedere begraven werd.
De Belvederehof bleef, net als de loggia's, onvoltooid als gevolg van het overlijden van Bramante in 1514. Pas onder paus Pius IV werd in de jaren 1561-1565 het noordelijke uiteinde van het Belvederehof voltooid door Pirro Ligorio, die de bestaande exedra uitbouwde tot een reusachtige nis (Nicchione), de grootste sinds de Oudheid. Boven op de nis werd een halfronde loggia gebouwd en binnen in de nis werd de pigna geplaatst, een bijna vier meter hoge bronzen pijnappel afkomstig van een Romeinse fontein.

### Vaticaanse Bibliotheek

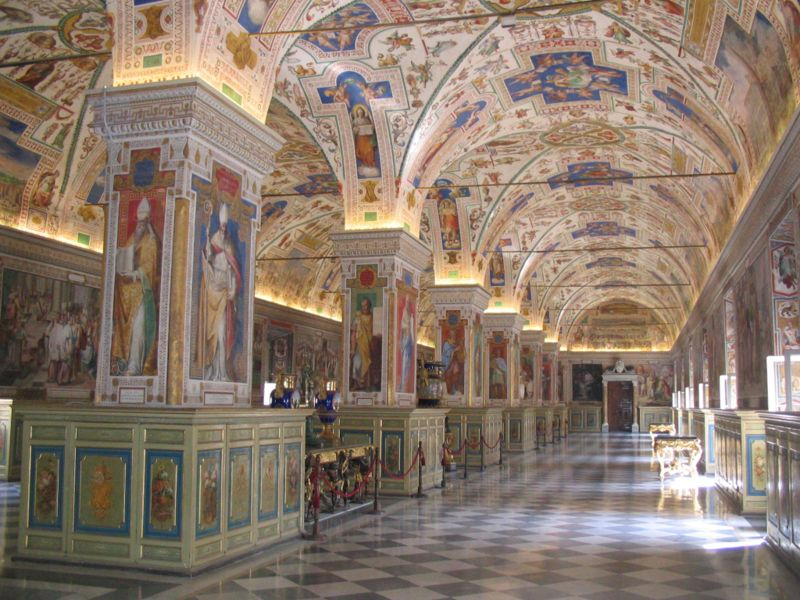
De Sala Sistina in de nieuwe bibliotheekvleugel in de Belvederehof uit 1587

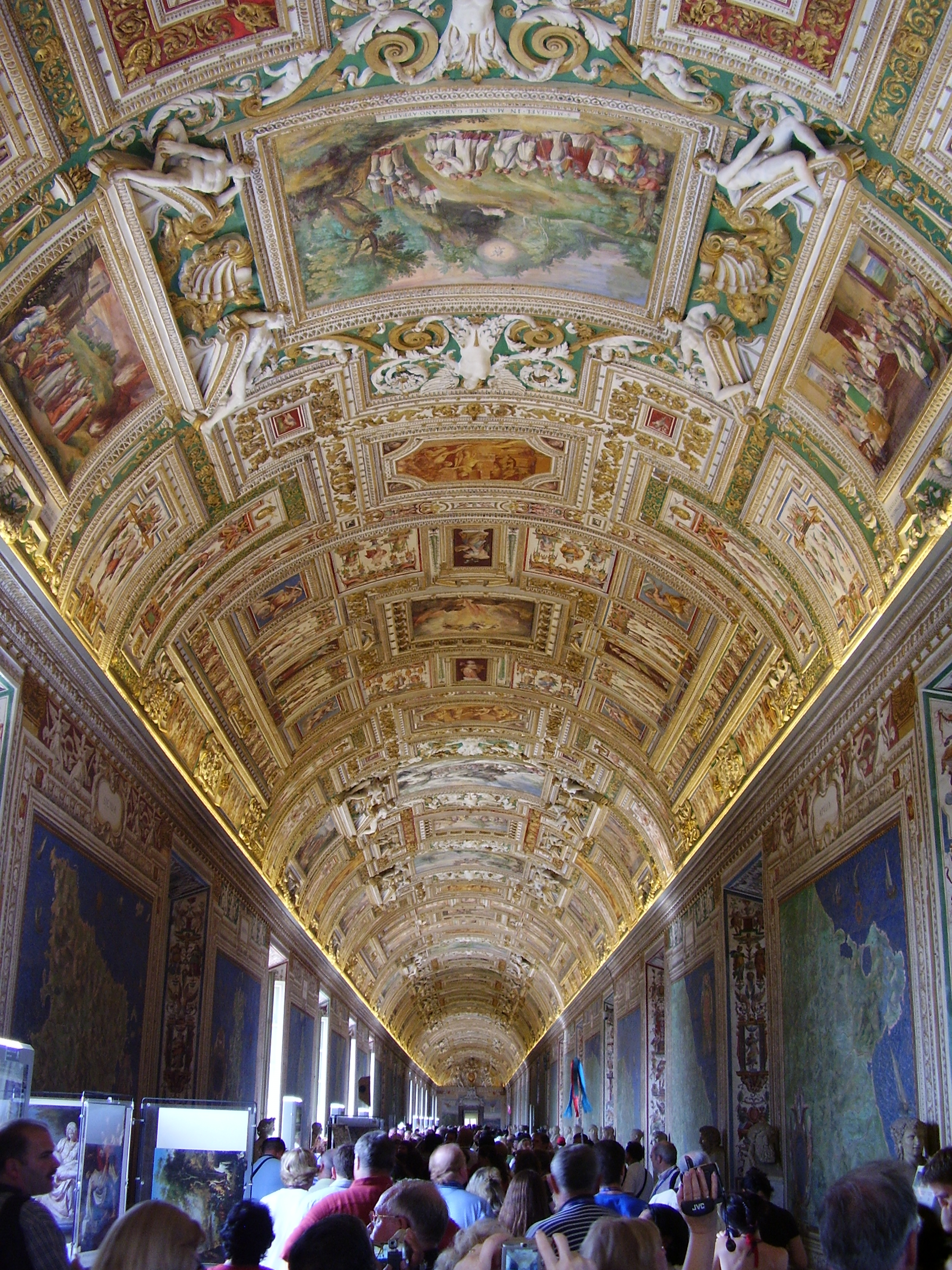
De 120 meter lange Kaartengalerij uit 1580

Omdat de oude zalen van de Vaticaanse Bibliotheek te klein en te vochtig bleken, liet paus Sixtus V in 1587 door zijn favoriete architect Domenico Fontana een geheel nieuw gebouw neer te zetten. Dit werd een dwarsvleugel tussen de lange zijvleugels van de Belvederehof, die hierdoor verdeeld werd in een hoger gelegen binnenhof, dat tegenwoordig Cortile della Pina heet, en een lager gelegen binnenhof dat nog altijd de naam Cortile del Belvedere draagt. In de Cortile della Pina werd in 1990 een modern bolsculptuur van Arnaldo Pomodoro geplaatst.
Er wordt wel gesuggereerd dat Sixtus V deze dwarsvleugel ook liet bouwen om het al te wereldlijke, zelfs heidense deel van het binnenhof met de klassieke beelden af te schermen. Ook paus Pius V (1566-1572), die gezien kan worden als de verpersoonlijking van de contrareformatie, had al veel antieke beelden uit de Belvederehof en de Villa Pia naar de Capitolijn verplaatst en aan de Spaanse koning geschonken, omdat hij ze niet passend vond voor een pauselijke residentie.
De bouw van de nieuwe bibliotheekvleugel was al in 1588 voltooid en bestond uit een begande grond met een, inmiddels dichtgemaakte, galerij, en twee verdiepingen. De pijlers, wanden en gewelven van de bibliotheekszalen werden voorzien van fresco's in decoratieve Romeinse maniëristische stijl.
Op de westelijke zijvleugel langs de onderste Belvederehof werd van 1578-1580 onder paus Gregorius XIII de 120 meter lange Kaartengalerij ( Galleria delle Carte geografiche) gebouwd. Deze werd van 1580-1583 door Ignazio Danti versierd met topografische kaarten en aangezichten van het Italiaanse schiereiland.
Boven de Kaartengalerij, op de 200 meter lange zolderverdieping tussen de Torre dei Venti en de Torre Borgia, bevonden zich sinds paus Pius XII de depots van het Vaticaans Geheim Archief. Tegenwoordig zijn deze ondergebracht onder de museumgaanderijen van de westvleugel van de Belvederehof. In 1984 werd onder de Cortile del Belvedere een bunker gebouwd voor de meest kostbare stukken van de Vaticaanse Bibliotheek en het Vaticaanse Archief.

### Vaticaanse Musea

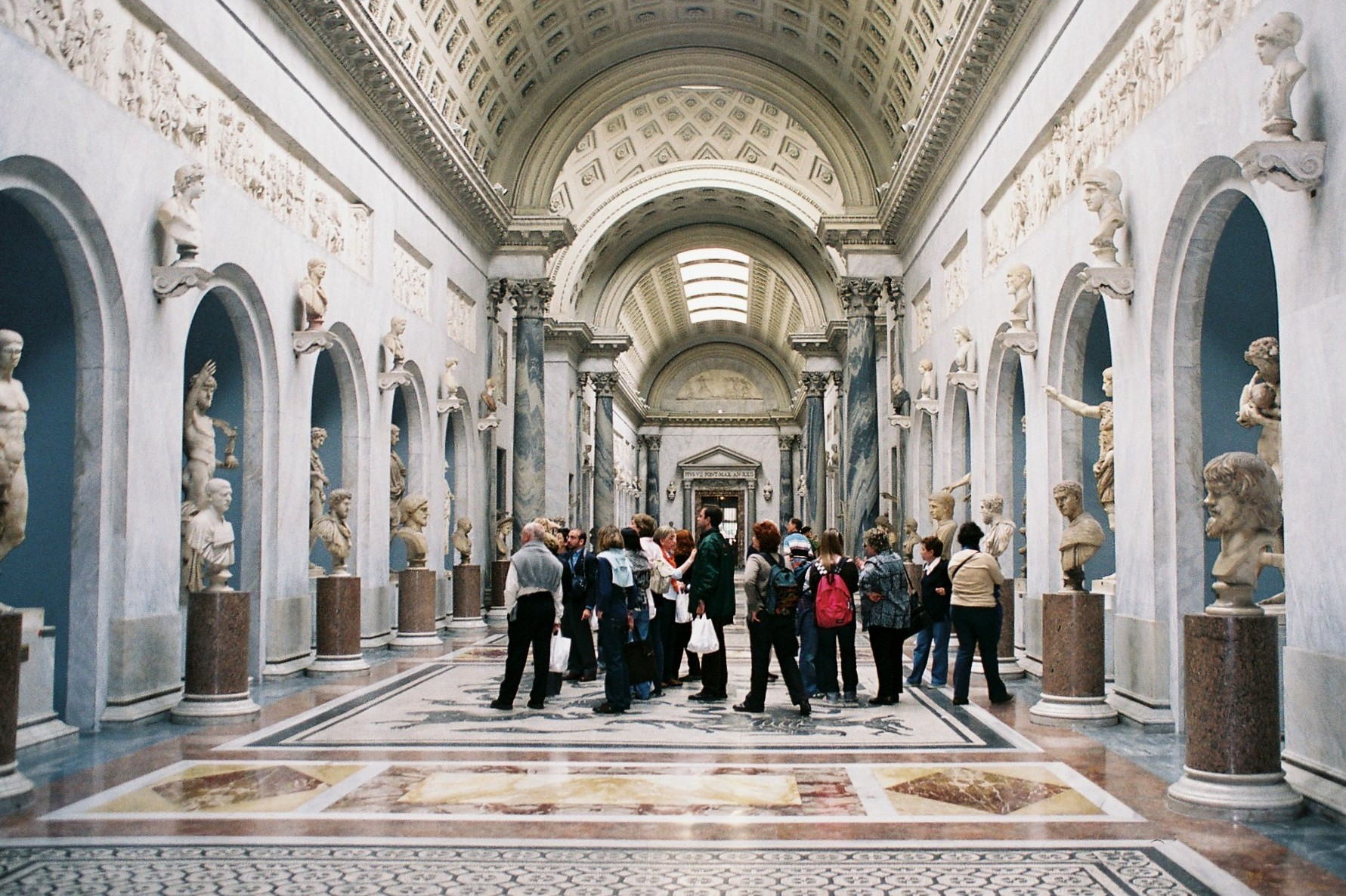
De nieuwe dwarsvleugel, Braccio Nuovo, in 1822 gereedgekomen voor de beeldenverzameling van de Vaticaanse Musea

De pauselijke kunstverzamelingen, zoals die in de Belvedere en de Belvederevleugels waren ondergebracht, waren aanvankelijk alleen te bezichtigen door selecte gasten. Toen in de 18e eeuw vanuit de Verlichting een groter wetenschappelijk interesse ontstond, werden de pauselijke privé-galerijen en -kabinetten voor een breder publiek toegankelijk gemaakt en werden ook nieuwe vleugels speciaal als museum gebouwd.
De Villa Belvedere werd rond 1780 verbouwd tot het Museo Pio-Clementino en werd de Trap van Simonetti gebouwd. Als nieuwe toegang tot de Vaticaanse Musea werd in 1792-1793 de door Camporese ontworpen Atrio dei Quatro Cancelli gebouwd, een groot koepelgebouw.
In de Belvederehof werd van 1817-1822, parallel aan de eerste dwarsvleugel van Sixtus V, een nieuwe vleugel (de Bracchio Nuovo) gebouwd om de beeldenverzameling te huisvesten. Tussen deze nieuwe vleugel en de eerste dwarsvleugel van de Vaticaanse Bibliotheek ontstond een derde binnenplaats in de vroegere Belvederehof.

## Rondom de Sala Regia
Naast de loggia's rondom de Cortile di San Damaso vormt de Sala Regia het tweede belangrijke knooppunt tussen de verschillende onderdelen van de Vaticaanse paleizen. Deze grootste zaal van het Apostolisch Paleis telt zeven grote deuren, waarvan één slechts voor de symmetrie is aangebracht en de overige zes naar de volgende ruimtes leiden:

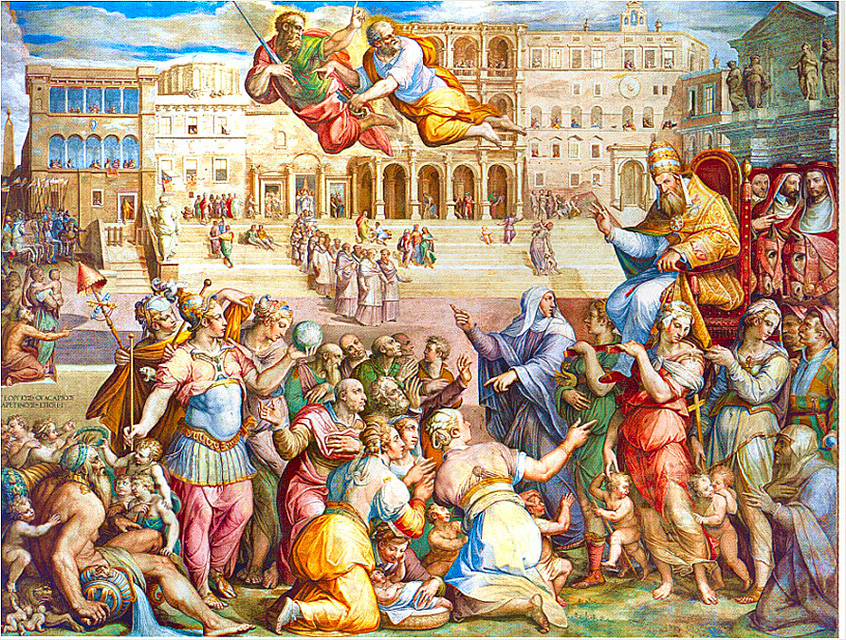
De terugkeer van paus Gregorius XI uit Avignon in 1377 met op de achtergrond de oude Sint-Pietersbasiliek (fresco door Giorgio Vasari in de Sala Regia, ca 1571-1574)

- de Sala Ducale in het middeleeuwse Apostolische Paleis
- de trap naar de Cortile de Maresciallo
- de Zaal der Zegeningen in de Sint-Pietersbasiliek
- de Capella Paolina
- de Scala Regia
- de Sixtijnse Kapel

De bouw van de Sala Regia (Zaal der Koningen), begon in 1538 op last van paus Paulus III. Deze enorme zaal, van 34 meter lang, 12 meter breed en 33,6 meter hoog, werd gebouwd naar een ontwerp van Antonio Sangallo de Jongere en gedecoreerd met fresco's van Giorgio Vasari, die echter pas in 1573 voltooid waren. De Sala Regia fungeerde onder meer als troonzaal en tegenwoordig vindt er de jaarlijkse nieuwjaarsontvangst van het corps diplomatique plaats.
Tijdens de bouw van de Sala Regia werd ook de Maresciallotrap aangelegd om de Sala Regia vanaf de Cortile del Maresciallo naast het middeleeuwse paleis te bereiken. Bij deze werkzaamheden werd de Sint Nicolaaskapel afgebroken, die zich tot dan toe aan de oostkant van de Sala Regia bevond.

### Capella Paolina

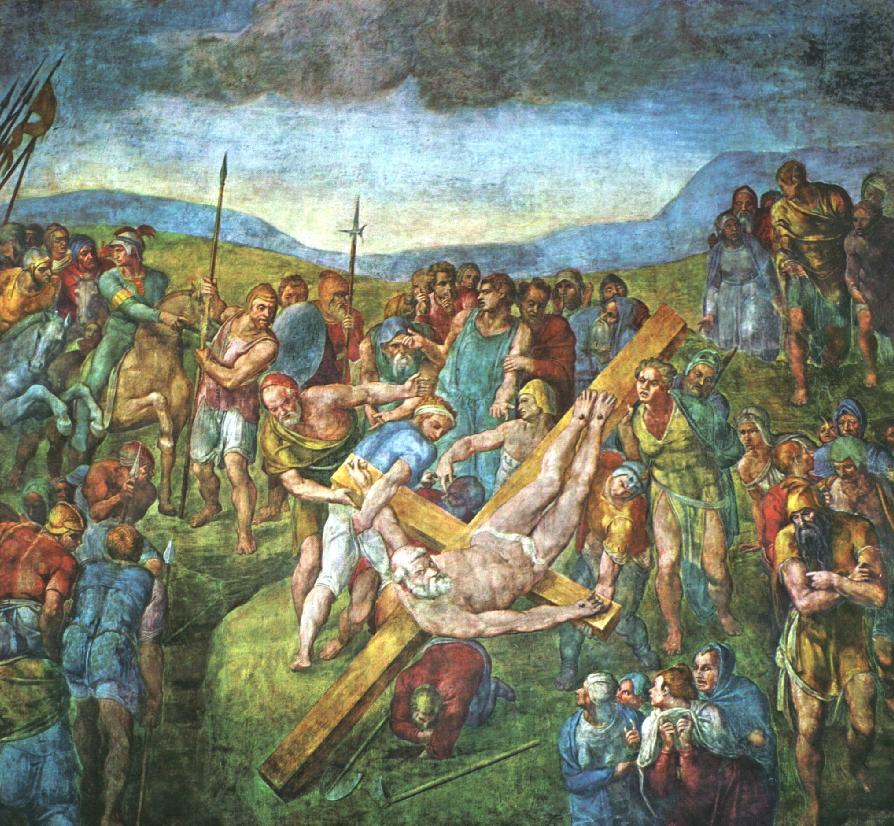
De kruisiging van Petrus (fresco uit 1550 door Michelangelo in de Capella Paolina)

In plaats van deze kleine kapel (sacellum) werd van 1537-1542 aan de zuidkant, tussen de Sala Regia en de Sint-Pieter, de Capella Paolina gebouwd, die dezelfde functie zou krijgen als de afgebroken Sint-Nicolaaskapel.
De Capella Paolina werd, net als de aansluitende Sala Regia, ontworpen door Antonio Sangallo de Jongere, en bestaat uit een grote rechthoekige ruimte met een gewelf en een wat smallere rechthoekige ruimte als koor, overdekt door een met uitbundig wit stucwerk gedecoreerd tongewelf.
Paulus III vond dat alleen een kunstenaar als Michelangelo groot genoeg was om deze nieuwe kapel te decoreren. Vlak na de voltooiing van Het Laatste Oordeel in de Sixtijnse Kapel begon hij aan twee grote fresco's: De bekering van Paulus en De kruisiging van Petrus, die in 1545, respectievelijk 1550 voltooid waren. Ze werden destijds echter niet als erg geslaagd gezien. De Capella Paolina werd gewijd aan Sint-Petrus en Paulus en deed dienst als sacramentskapel voor de Sixtijnse Kapel. Tijdens een conclaaf was het de kapel voor de deelnemende kardinalen. Na een jarenlange restauratie werd de kapel op 4 juli 2009 weer in gebruik genomen.

### Scala Regia

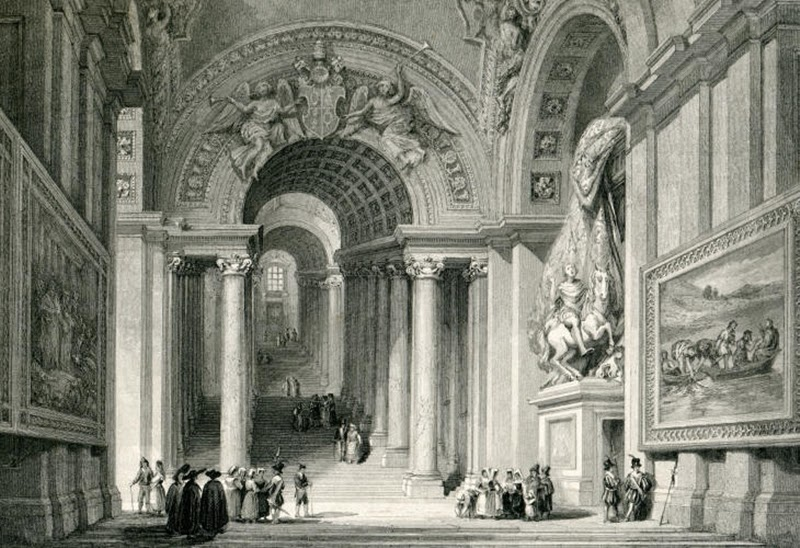
De Scala Regia met rechts het standbeeld van keizer Constantijn (gravure van rond 1835)

Als toegang tot de diverse onderdelen van het Apostolisch Paleis bereikt men de Sala Regia via de Scala Regia, oftewel de Trap der Koningen. Deze trap loopt vanuit de Sala Regia langs de Sixtijnse kapel omlaag, maakt een draai van 180 graden, gaat dan onder de Sala Regia door en komt uit in de Portico di Constantino. Dat is de noordelijke vleugel langs het plein voor de Sint-Pietersbasiliek en is genoemd naar het ruiterstandbeeld van keizer Constantijn de Grote dat aan het uiteinde van de trap staat opgesteld.
Van hieruit kan men ook doorlopen naar het voorportaal of de narthex van de Sint-Pietersbasiliek, waar aan het andere uiteinde als pendant een beeld van keizer Karel de Grote staat. Boven het voorportaal van de basiliek bevindt zich de Zaal der Zegeningen (Aula dellae Benedizioni), met het balkon waarop de paus de zegen Urbi et Orbi uitspreekt, en die bereikbaar is vanuit de Sala Regia.
De Scala Regia werd in opdracht van paus Alexander VII naar een ontwerp van Bernini gebouwd in de jaren 1663-1666. Het wordt beschouwd als een meesterwerk van barokarchitectuur, waarbij Bernini de smalle en taps toelopende trapopgang groter en breder liet lijken door deze te voorzien van steeds kleiner wordende zuilen. De Scala Regia verving de smalle en donkere trap die Sangallo in de 16e eeuw had gebouwd. In het middeleeuwse paleisgebouw verbouwde Bernini ook twee zalen van verschillende afmetingen op vernuftige wijze tot één geheel door in het midden een gebeeldhouwd baldakijn aan te brengen: de huidige Sala Ducale.
De Portico di Constantino komt op zijn beurt weer uit bij de Bronzen Poort (Portone di Bronzo), daar waar de ovaalvormige colonnades rond het Sint-Pietersplein begint. De door leden van de Zwitserse Garde bewaakte Bronzen Poort is sinds 1663 de hoofdingang van het Apostolisch Paleis.

## Het nieuwe Apostolisch Paleis

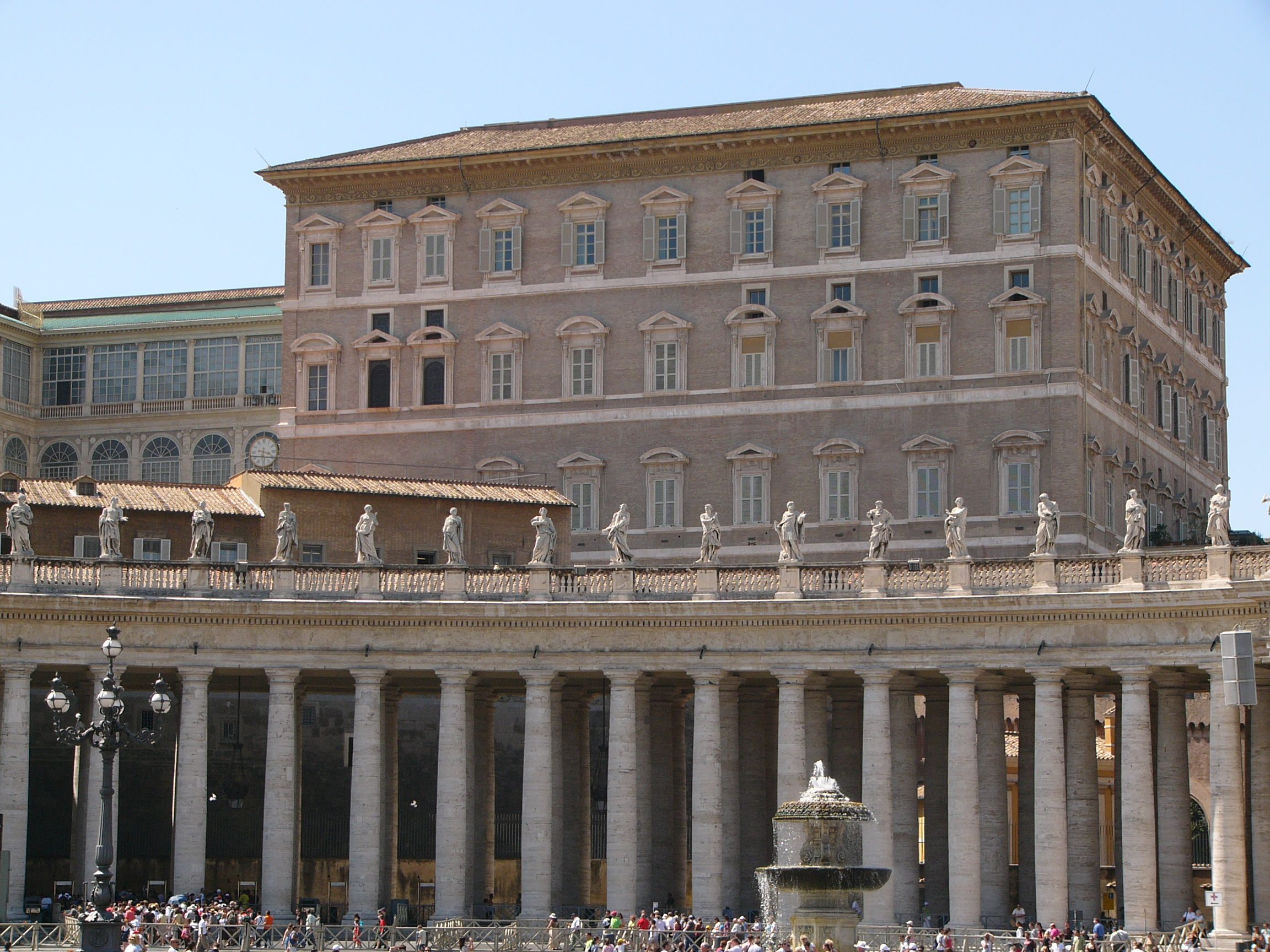
Het nieuwe Apostolisch Paleis, sinds 1589 de residentie van de paus

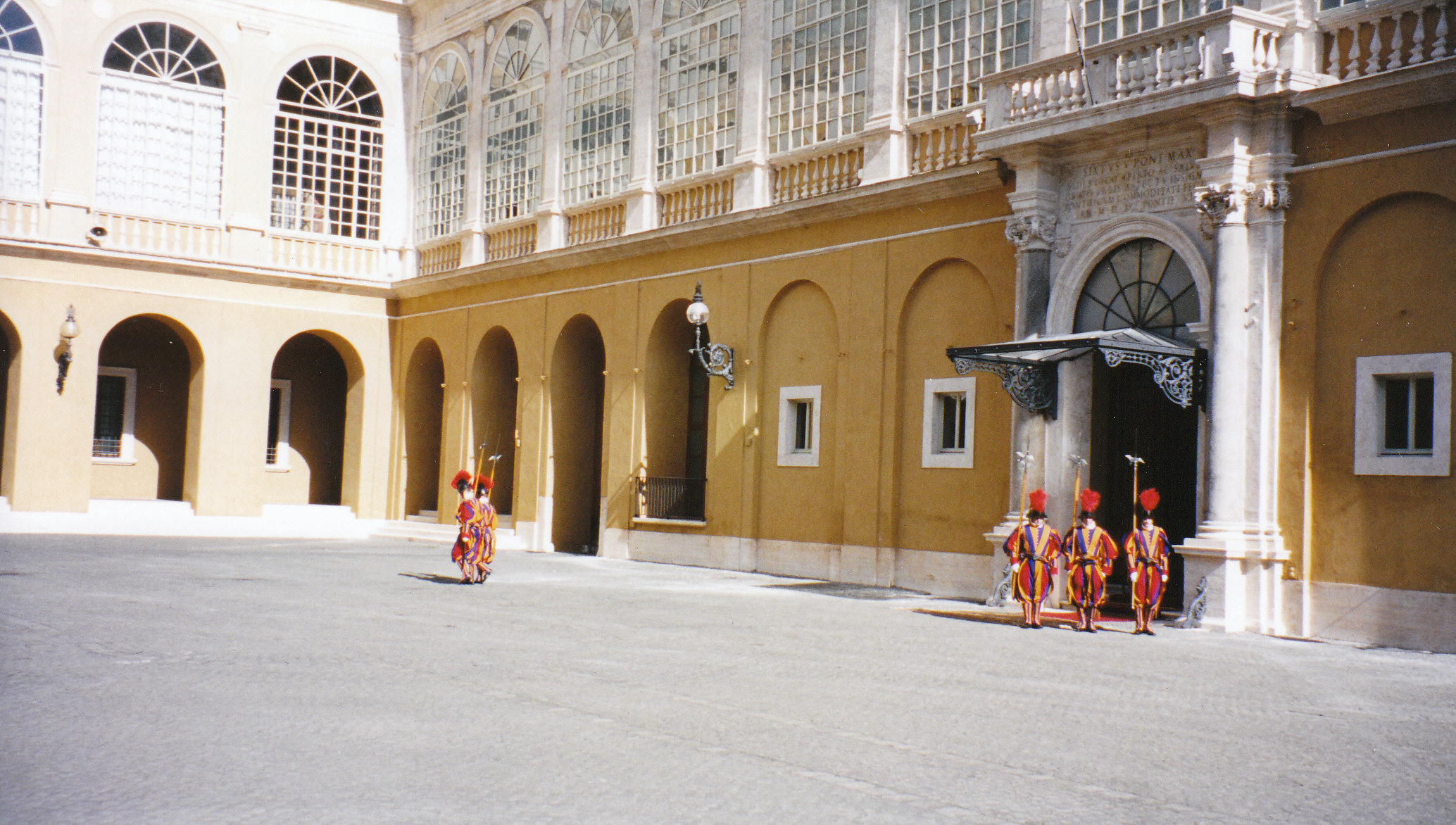
De ingang van het Apostolisch Paleis aan de Cortile di San Damaso

Nadat de pausen ruim 200 jaar in het middeleeuwse paleis hadden gewoond, liet paus Sixtus V van 1586 tot 1589 een geheel nieuw paleisgebouw neerzetten. Dit kwam aan de oostkant van de Cortile di San Damaso, waar het ruimer en lichter gelegen was dan het donkere en ingebouwde oude paleis.
De nieuwbouw werd bovendien ingegeven doordat er ruimte nodig was voor de uitbreiding van de Romeinse Curie als gevolg van het Concilie van Trente. In de geest van dit concilie liet paus Sixtus V het nieuwe Apostolische Paleis door Domenico Fontana ontwerpen als een gebouw van monumentale soberheid.
Vrijwel tezelfdertijd liet Sixtus V ook het oude Lateraanse paleis bij de kathedraal Sint-Jan van Lateranen afbreken en er wederom door Fontana in dezelfde stijl het huidige, kleinere Lateraanse paleis bouwen.
Het nieuwe en huidige Apostolische Paleis bestaat uit een groot vierkant gebouw met een kleine binnenplaats, de Cortile di Sisto V. Het ligt op een heuvel aan de noordkant van het Sint-Pietersplein. Boven de begane grond bevinden zich drie hoofdverdiepingen met enkele tussenverdiepingen en een zolder die deels heeft plaatsgemaakt voor een groot dakterras.
De hoofdverdiepingen zijn vanaf de ingang aan de Cortile di San Damaso bereikbaar via een grote staatsietrap, de Scala Nobile. Vanuit de oude paleisgedeeltes is het Apostolisch Paleis bereikbaar via de loggia's van Bramante en Rafaël en de nieuwe loggia's, die rondom de binnenplaats liggen.

### De audiëntiezalen
Op de tweede verdieping van het nieuwe paleisgebouw bevinden zich een hele reeks grotere en kleinere troon-, audiëntie- en ontvangstzalen. De aankleding daarvan is onder paus Paulus VI sterk versoberd en als gevolg van de versobering van het protocol van het pauselijk hof kregen de meeste zalen ook een andere naam (de oude naam staat hieronder tussen haakjes vermeld):
- Sala Clementina

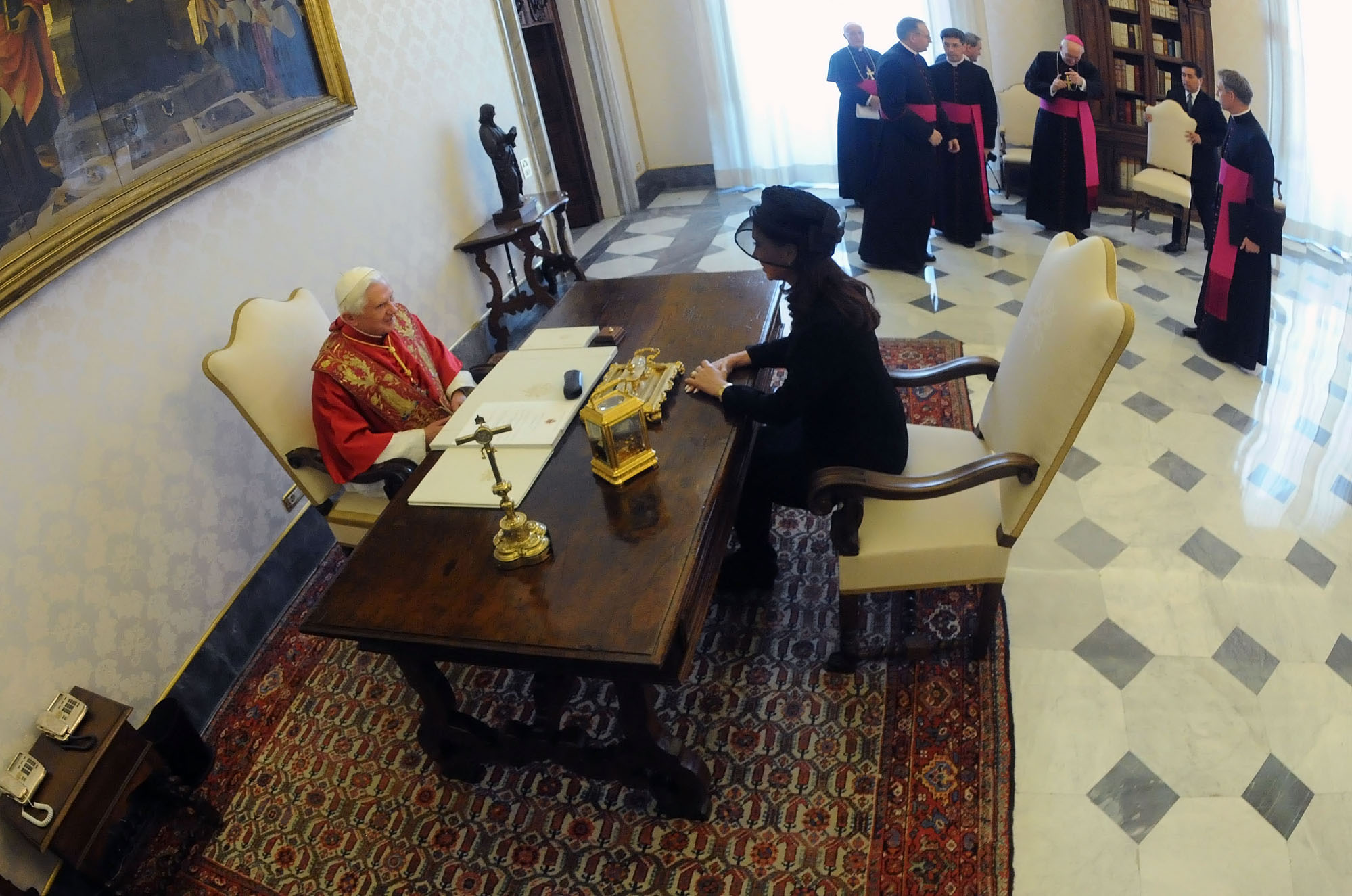
Benedictus XVI ontvangt de Argentijnse presidente Cristina Fernández de Kirchner in de ceremoniële privébibliotheek

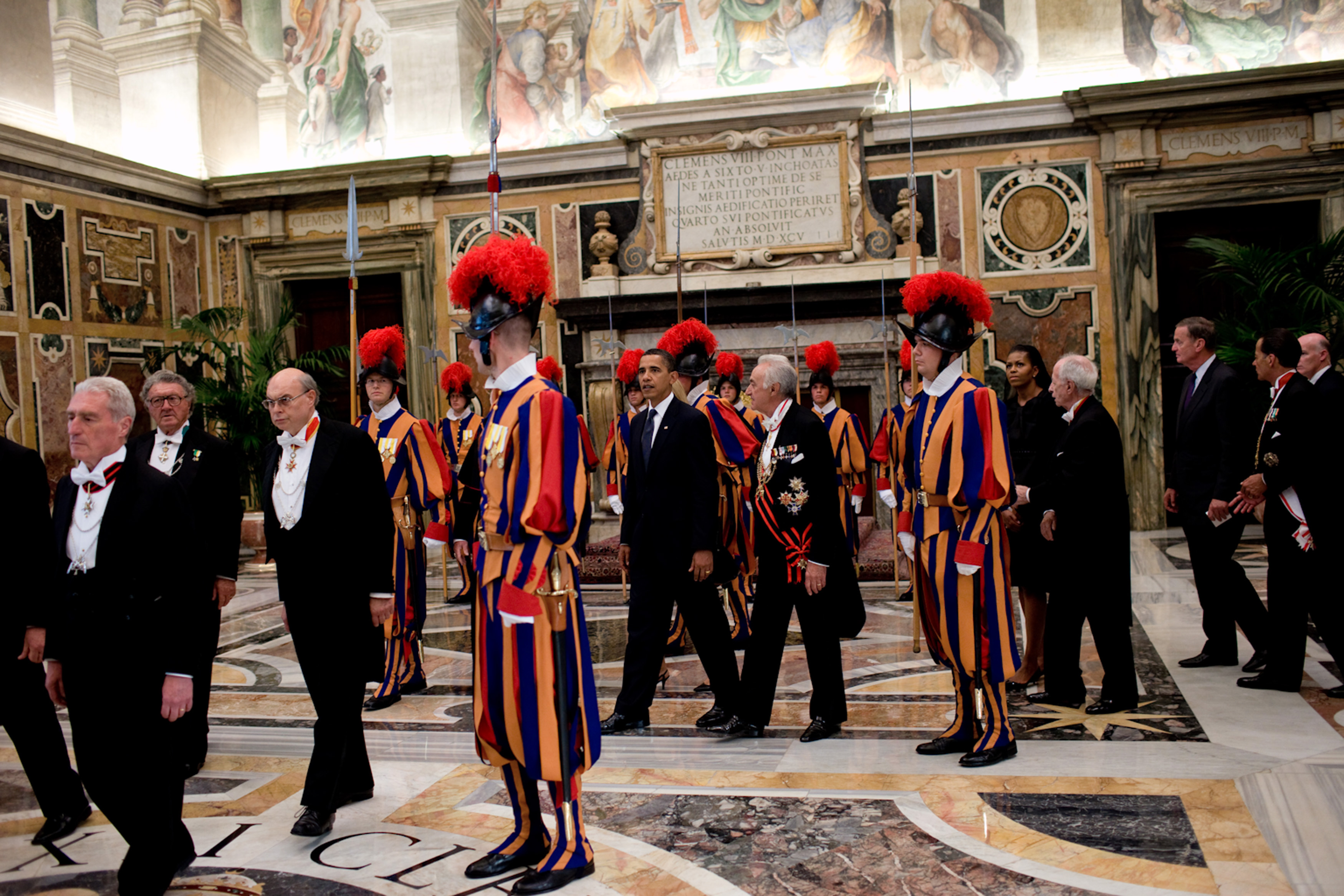
De Amerikaanse president Barack Obama in de Sala Clementina, begeleid door pauselijke kamerheren en leden van de Zwitserse Garde, tijdens zijn staatsbezoek aan de paus in 2009

- Sala della Consistorio (waar het consistorie bijeenkomt)
- Antichambre (Zaal van de Sediari)
- Zaal van Sint-Ambrosius (Zaal van de Zwitsers)
- Zaal van de beelden (Hoekzaal)
- Zaal van de Pausen (Zaal van de Tapisserieën)
- Zaal van de Schilderijen (Zaal van Urbanus VIII)
- Zaal van de Evangelisten (Troonzaal)
- Zaal van de Verlosser (Zaal van de Ambassadeurs)
- Zaal van Onze Lieve Vrouw (Zaal van de Pausen)
- Zaal van Sint-Catharina (Zaal van Sint-Jan)
- Zaal van Sint-Petrus en Paulus (Kleine Troonzaal)
- Pauselijke privébibliotheek

De grootste zaal is de twee verdiepingen hoge Sala Clementina, die rond 1598 is gebouwd door en genoemd naar paus Clemens VIII. Bij de ontvangst van hooggeplaatste gasten worden deze, vanuit de loggia's, als eerste de Sala Clementina binnen geleid. Vervolgens maken zij een gang door alle volgende ontvangstzalen om uiteindelijk in de ceremoniële pauselijke privébibliotheek door de paus ontvangen te worden.
De Zaal van de Schilderijen, voorheen Zaal van Urbanus VIII, biedt toegang tot de gelijknamige kapel, die onder paus Urbanus VIII werd ingericht. Deze kapel heeft vensters naar de Cortile di Sisto V en wordt gedomineerd door een schilderij van de geboorte van Christus uit 1637 door Romanelli. De Kapel van Urbanus VIII wordt slechts zelden gebruikt, maar wel zegent paus Benedictus XVI hier jaarlijks op de feestdag van Sint-Agnes de lammeren die de wol voor de nieuwe pallia leveren.

### Het pauselijk appartement
Het pauselijk appartement vormt het hart van het Apostolisch Paleis. Sinds de bouw in 1589 bevond het zich op de eerste verdieping, van oudsher de bel-etage. In 1903 besloot paus Pius X om zijn woning te verplaatsen naar de derde en hoogste verdieping omdat het daar lichter is. Het voormalige pauselijke appartement op de eerste verdieping wordt sindsdien bewoond door de kardinaal-staatssecretaris, die na de paus de belangrijkste man is binnen de Romeinse Curie. De vroegere pauselijke slaapkamer op de hoek, waar in 1903 paus Leo XIII stierf, is in de oude staat gelaten.
De hoofdingang van het pauselijke appartement bevindt zich bij de loggia's bovenaan de Scala Nobile. Er is ook een lift vanaf de binnenplaats. Boven het pauselijk appartement zijn nog enkele kleine appartementen voor de pauselijke secretarissen en de zusters van de huishouding.
Het pauselijk appartement werd in 1964 door paus Paulus VI opnieuw ingericht, waarbij de aankleding en de meubels in barokke stijl plaatsmaakten voor een sober en modern interieur. Het voormalige pauselijke appartement op de eerste verdieping, waar tegenwoordig de kardinaal-staatssecretaris woont, is nog wel in barokke stijl ingericht.
Het pauselijk appartement bestaat uit tien vertrekken, waaronder een vestibule, een ontvangstzaal, een kleinere privébibliotheek, de woonkamer en de eetkamer, de werkkamers van de paus en zijn privésecretaris, de slaapkamer van de paus en de pauselijke privékapel.

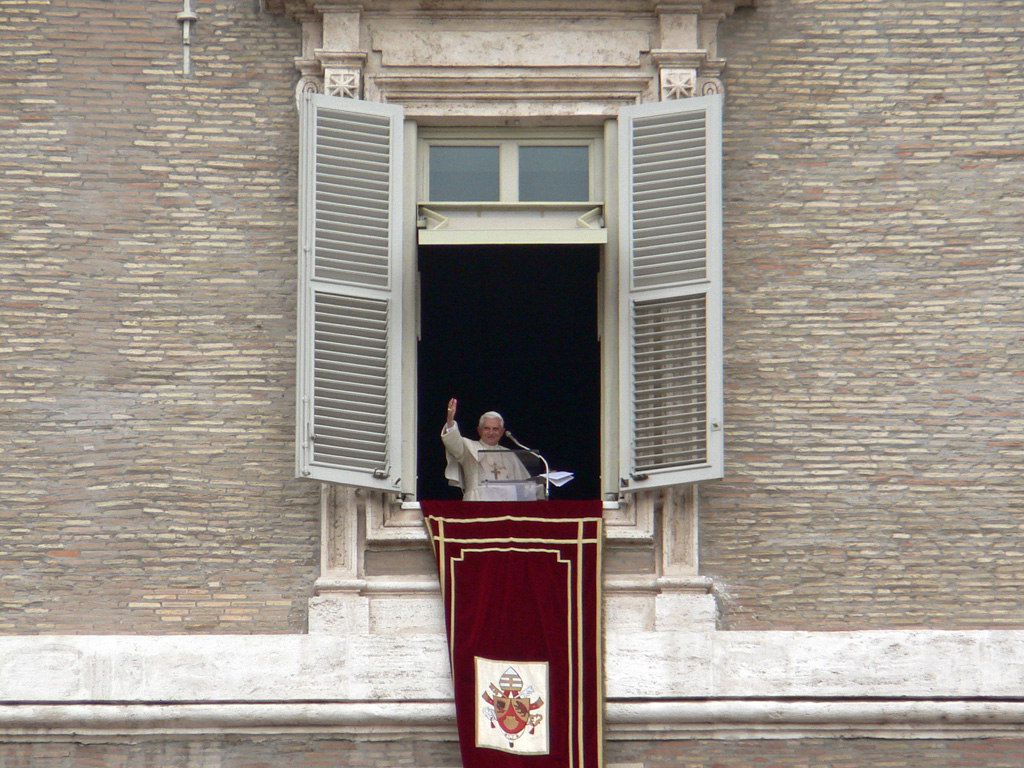
Paus Benedictus XVI bij het raam van zijn werkkamer

De pauselijke privékapel bevindt zich tegenover de werkkamer van de paus aan de binnenzijde van het gebouw. Deze kapel kreeg, net als de rest van het appartement, in 1964 een zeer moderne inrichting. Opvallend zijn onder meer twee door Enrico Manfrini vervaardigde bronzen deuren, een plafond van verlichte glas-in-loodramen door de schilder Luigi Filocamo en bronzen kruiswegstaties door de beeldhouwer Lello Scorzelli, die ook de bekende kruisstaf van paus Paulus VI ontwierp. Als bijzonderheid staat recht voor het altaar een door Mario Rudelli vervaardigde pauselijke zetel van brons.
Wanneer de paus in Rome is, bidt hij elke zondag om 12.00 uur het Angelus vanuit het raam van zijn werkkamer (het tweede raam van rechts op de bovenste verdieping).
Na het overlijden of aftreden van een paus wordt het pauselijk appartement verzegeld door de camerlengo, om pas weer te worden geopend voor de nieuwe paus.
Tijdens het pontificaat van paus Johannes Paulus II hadden Joseph kardinaal Ratzinger, Eduardo Martínez kardinaal Somalo en Carlo Maria kardinaal Martini, alsmede mgr. Stanisław Dziwisz als pauselijk privésecretaris hun eigen woonruimtes in het Apostolisch Paleis. Ten slotte heeft ook mgr. Karel Kasteel, als deken van de Apostolische Kamer, hier zijn woning.
Franciscus gaf na zijn verkiezing in maart 2013 aan dat hij niet in het pauselijk appartement zou gaan wonen, maar liever in het Vaticaanse gastenverblijf, de Domus Sanctae Marthae, wilde blijven wonen, wat dan ook geschiedde.